# The Final Season
The Final Season è un film drammatico-sportivo del 2007 diretto da David Mickey Evans.